# Scilly

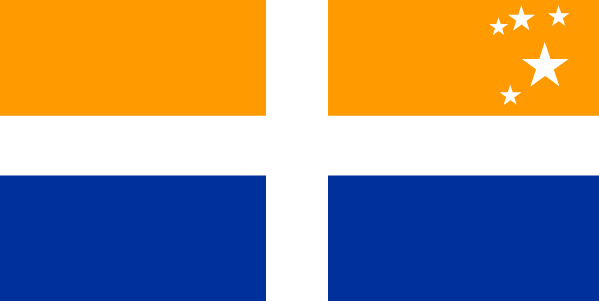
Flaga Scilly

Scilly (Isles of Scilly, korn. Ynysek Syllan) – archipelag około 140 wysp o łącznej powierzchni 16,33 km², z czego pięć jest zamieszkanych, leżących na zachód od wybrzeży Kornwalii. Zaludnienie wynosi niewiele ponad 2000 osób. Największą wyspą archipelagu jest St Mary’s, a największym ośrodkiem Hugh Town.
Krajobraz i klimat są bardzo zróżnicowane. O ile zwykle morskie otoczenie łagodzi tam zmiany temperatury, to znad Atlantyku przychodzą bardzo ostre zimowe wiatry. Osłonięte południowe wybrzeża pozwalają na hodowlę roślin subtropikalnych, podczas gdy północne nagie skały gdzieniegdzie porośnięte są niskimi krzewami.
Mieszkańcy wysp utrzymują się obecnie przede wszystkim z obsługi turystyki, a także tradycyjnie z rybołówstwa i rolnictwa.

## Historia

### Wojna 335-letnia
Wojna 335-letnia (1651–1986) toczyła się pomiędzy Holandią a wyspami Scilly. Wojna trwała tak długo, ponieważ po wypowiedzeniu wojny nie zakończyła się oficjalnym zawarciem pokoju przez 335 lat. Przez ten okres nie padł ani jeden strzał, co sprawia, że jest to również wojna z najmniejszą liczbą ofiar. Pomimo braku pewności co do tego czy „wojna” została w rzeczywistości wypowiedziana i czy nie została zakończona wcześniejszym traktatem pokojowym, ostatecznie pokój został zawarty w 1986 roku.

## Wyspy archipelagu
| Wyspa               | Ludność (2001) | Powierzchnia (w km²) | Główna miejscowość |
| ------------------- | -------------- | -------------------- | ------------------ |
| St Mary’s           | 1666           | 6,29                 | Hugh Town          |
| Tresco              | 180            | 2,97                 | New Grimsby        |
| St Martin’s         | 142            | 2,37                 | Higher Town        |
| St Agnes            | 73             | 1,48                 | Saint Agnes        |
| Bryher              | 92             | 1,32                 | Bryher             |
| Samson              |                | 0,38                 |                    |
| Annet               | -              | 0,21                 |                    |
| St Helen’s          | -              | 0,20                 |                    |
| Teän                | -              | 0,16                 |                    |
| Great Ganilly       | -              | 0,13                 |                    |
| pozostałych 45 wysp | -              | 0,50                 |                    |
| Łącznie             | 2 153          | 16,03                | Hugh Town          |

## Miejscowości
Holy Vale, Hugh Town, Lower Town, Maypole, Old Town, Pelistry, Porthloo, Rocky Hill, Telegraph.